# Haggadah dorée
La Haggadah dorée appelée aussi parfois Haggadah de Barcelone est un manuscrit enluminé exécuté dans le premier quart du XIVe siècle en hébreu contenant un texte de la Haggada. Il doit son nom aux fonds dorés décorant ses miniatures. Il est actuellement conservé à la British Library (Add.27210).

## Historique

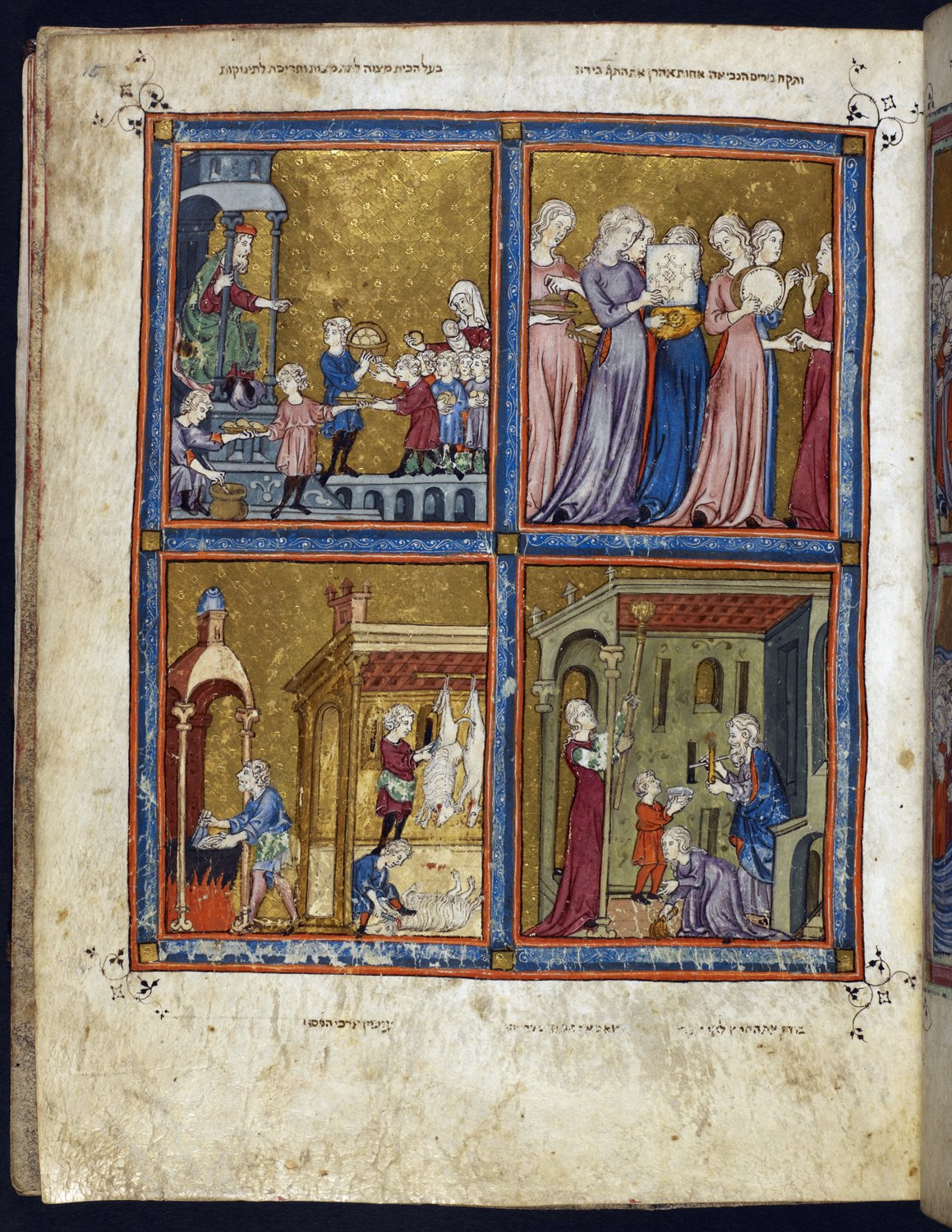
Scène de la Haggadah.

Le livre ne contient aucune indication sur son commanditaire ni sur son lieu de fabrication. D'après son style, il a été rédigé dans une écriture séfarade espagnole et décoré au début du XIVe siècle par deux enlumineurs appartenant à un même atelier situé dans la région de Barcelone. Il s'agit sans doute d'artistes chrétiens travaillant sur instruction d'un commanditaire juif.
La première trace historique du manuscrit remonte à la fin du XVIe siècle en Italie : il est contrôlé en 1599 par un censeur appelé Fra Luigi officiant à Bologne. Il appartient à Rabi Jo᾿av Gallico d'Asti dans le Piémont qui le donne en 1602 en cadeau de mariage à son gendre appelé Eliyahu', fils de Menaḥem Rava, tel qu'indiqué sur sa page de titre Sont ajoutées aussi les armes des deux familles. D'autres signatures de censeurs sont ajoutées : Camillo Jaghel en 1613 (folio 101v) ou Renato da Modena en 1626 (folio 101v). Au XIXe siècle, le livre appartient au bibliophile italien Giuseppe Almanzi. Sa bibliothèque, contenant 322 livres médiévaux en hébreu, est achetée en bloc par le British Museum en 1865 pour la somme de 1000 livres par l'intermédiaire du marchand berlinois Adolphus Asher.

## Description
Le manuscrit est rédigé avec une écriture séfarade datée du XIVe siècle, mais il contient aussi des ajouts du XVIIe siècle situées sur les pages jusque-là restées blanches (f.3v-16). Un frontispice enluminé de cette même époque a été ajouté au folio 2r.
Le manuscrit est surtout connu pour ses 14 pages de miniatures des années 1320-1330 illustrant le livre de la Genèse et de livre de l'Exode. Elles contiennent chacune 4 miniatures, encadrées et à regarder de droite à gauche. Elles sont illustrées par deux mains : un premier artiste représente des personnages trapus et aux expressions de visage exagérées, le second représente des scènes plus délicates et avec une meilleure organisation spatiale.